# Walter Müller (Fußballspieler, 1954)
Walter Müller (* 28. März 1954 in Zweibrücken) ist ein ehemaliger deutscher Fußballspieler.

## Karriere
In der Jugend spielte Müller bei der DJK Homburg. Seine Profikarriere begann er in der Zweitligasaison 1974/75 beim FC Homburg. Nach 28 Spielen und vier Toren verließ er den Klub Richtung Fortuna Köln. In drei Spielzeiten schoss er elf Tore und absolvierte 101 Partien. 1978 wechselte Müller zum 1. FC Saarbrücken. Hier verbrachte er den größten Teil seiner Karriere, war Stammspieler und stieg in der Saison 1984/85 in die Bundesliga auf. Als Uwe Klimaschefski am 11. April 1986 als Trainer entlassen wurde, übernahmen er und Wolfgang Seel das Traineramt bis zum Saisonende. Nach einer weiteren Saison in der 2. Liga beendete Müller seine Karriere.